# Teoria del poblament primerenc
La teoria del poblament primerenc, o teoria pre-Clovis, és una sèrie d'estudis i troballes arqueològics, lingüístics i genètics, que qüestionen la clàssica teoria del poblament tardà del continent americà basada en la cultura Clovis, i han generat un intens debat internacional sobre el tema.
En rigor no es tracta d'una teoria, ja que els científics involucrats no tenen una posició comuna sobre l'origen humà a Amèrica, ni els seus resultats semblen conduir a una resposta coincident. Però tots ells tenen en comú el fet que són incompatibles amb la data més antiga proposada per la teoria del poblament tardà (Clovis): entre 12000 i 14000 ae.

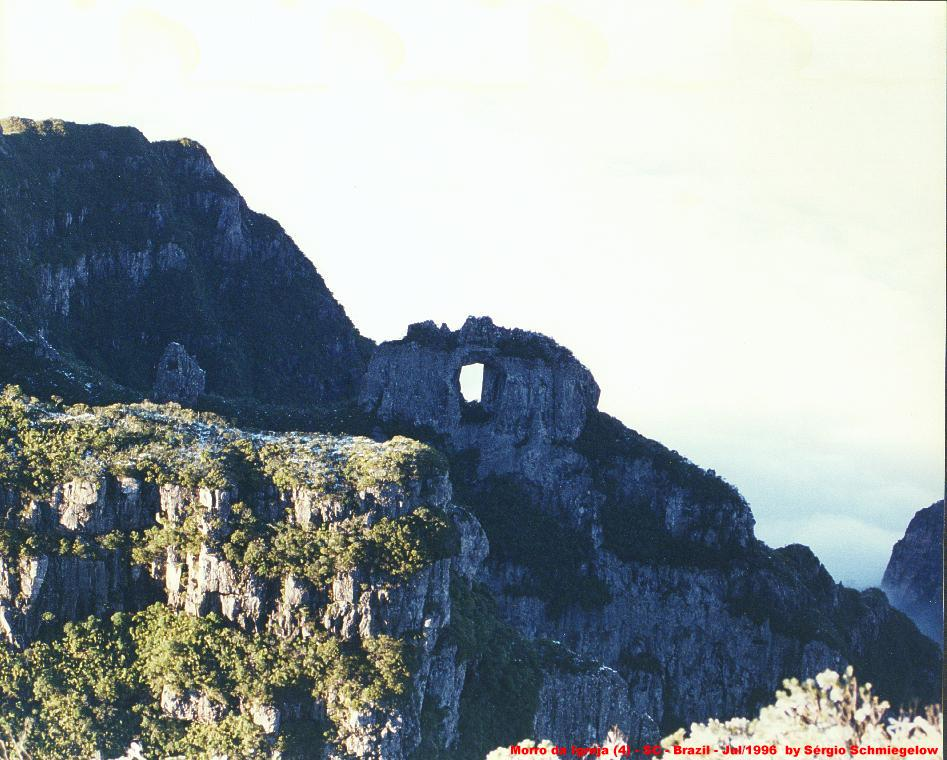
Vista general de la cova de Pedra Furada, al Brasil. S'hi han trobat restes humanes datades en 32.000 anys

## Teoria del poblament tardà (Clovis)
La teoria clàssica sobre el poblament d'Amèrica sosté que fa 13.000 anys un petit grup d'éssers humans procedent de Sibèria entrà al continent americà pel pont de Beríngia cap a Alaska en l'era de gel, i després marxaren cap al sud a través d'un corredor lliure de gel a l'est de les muntanyes Rocoses, la vall del riu Mackenzie, a la zona oest de l'actual Canadà, a mesura que la glacera retrocedia, per constituir la cultura Clovis, a l'actual territori de Nou Mèxic (Estats Units), de la qual al seu torn descendeixen totes les altres cultures originàries americanes. La base de la teoria del poblament tardà són els jaciments arqueològics excavats des de la dècada de 1930 que constitueixen la cultura Clovis i el seu cridaner disseny de puntes de llança (punta Clovis).

## Cultura Clovis
Fins a les recents troballes que qüestionen la teoria del poblament tardà, era inusual que els arqueòlegs cavaren més profundament en cerca de senyals humans. Fou Alex Krieger el precursor de la teoria del poblament primerenc, en proposar des de 1956 i documentar el 1964 un "estadi de prepuntes de projectil" (American Falls, Valsequillo, Muaco) anterior a l'"estadi paleoindi" (Clovis, Folsom, Sandia).
La cultura Clovis es considerà a mitjan s. XX com la més antiga cultura indígena a Amèrica, amb una antiguitat de 13.500 anys, als darrers anys de l'última glaciació (era de gel). Els descobriments sobre aquesta cultura sostingueren durant la major part de la segona meitat del s. XX el que es coneix com el consens Clovis, base de la teoria del poblament tardà d'Amèrica. A partir de les dues últimes dècades del s. XX, noves recerques científiques qüestionaren aquestes conclusions i afirmaren l'existència de cultures paleoamericanes molt més antigues.
D'altra banda, una recerca de la Universitat de Copenhaguen suggereix que l'anomenat corredor lliure de gel es convertí en habitable per als humans només fa 12.600 anys, això és quasi mil anys després de la formació de la cultura Clovis, la qual cosa significa que els primers americans no pogueren entrar al continent des d'Alaska pel corredor lliure de gel canadenc, sinó que tant els grups que desenvoluparen la cultura Clovis, com també les cultures pre-Clovis, agafaren la ruta costanera del Pacífic.

## Teoria del poblament primerenc i les anàlisis genètiques
L'anàlisi genètica no pot descartar l'arribada d'altres possibles grups humans més antics que no presenten descendents masculins actuals, ja que l'homo sapiens hauria aparegut fa entre 200.000 a 150.000 anys. El poblament d'Amèrica per grups més antics en dates anteriors a fa 70.000 anys hauria de ser realment improbable, ja que només a l'oest d'Àsia s'han trobat fòssils més antics de la data genèticament limitant de 70.000 anys fora d'Àfrica. (Aquestes restes són atribuïbles a primerencs homo sapiens i tenen una antiguitat de 90.000 anys, però la seua relació amb els humans moderns encara es discuteix). Igualment, un desplaçament directe d'Àfrica a Amèrica d'aquests grups es creu que seria tècnicament impossible d'acord amb el nivell de desenvolupament cultural conegut d'aquests grups humans que existiren a Àfrica i per les condicions climàtiques a què encara no s'havia adaptat.

### Cromosoma "Y" amerindi
Tot i que, com exposen els genetistes argentins Néstor Bianchi i Verónica Martínez, «les anàlisis d'herència uniparental en comunitats indígenes sud-americanes evidenciaren que prop del 90% dels amerindis actuals deriven d'un únic llinatge patern fundador que colonitzà Amèrica des d'Àsia a través de Beríngia fa uns 22.000 anys» i aquests resultats concorden amb la teoria "des de Beríngia" proposada per Bonatto i Salzano (1997), és important ressaltar que es troben altres llinatges paterns entre els amerindis, però quasi exclusivament a Amèrica del Nord, per la qual cosa no són compatibles amb el poblament primerenc del continent.
L'haplogrup Q3 és absolutament dominant. Uns altres haplogrups aparentment més antics, com l'haplogrup P, F i DE, s'han trobat en algunes ètnies; fonts més recents, però, creuen que el més probable és que aquests llinatges siguen producte del mestissatge després de la invasió europea.

### ADN mitocondrial
Els estudis genètics sobre l'ADN mitocondrial (ADNmt) sobre l'actual població d'indígenes americans han mostrat semblances entre els indígenes americans i les recents poblacions d'Àsia i Sibèria. L'antiguitat de les variants americanes dels haplogrups A, C i D s'ha calculat entre els 35000 i 20000 anys ae. Per a l'haplogrup B alguns estudis obtenen xifres menors, per la qual cosa s'ha proposat la hipòtesi de migracions diferenciades.
La distribució dels haplotips A, B, C i D a Amèrica no és uniforme. Al sud de Sud-amèrica en predominen C i D, per la qual cosa alguns experts creuen que eren els característics de les primeres migracions. En canvi, B és molt comú al nord-oest de Sud-amèrica, Centreamèrica i el sud-oest d'Amèrica del Nord, la qual cosa suggereix una migració diferenciada per la costa del Pacífic. L'haplotip A sembla l'últim arribar a Amèrica, majoritari entre els esquimals i na-dene, es troba en tota Amèrica del Nord i Centreamèrica i al nord de Sud-amèrica, fins a l'Amazònia, on és minoritari i on, en canvi, D aconsegueix freqüències altes. D és quasi absent a Centreamèrica i només és freqüent a la part nord d'Amèrica del Nord, l'Amazònia i especialment al sud de Sud-amèrica, la qual cosa suggereix que fou dut per les primeres migracions i per l'última (esquimal), però no per migracions antigues amb predomini de B ni per altres intermèdies amb predomini de A.

#### Haplogrup X
Una recent recerca genètica revelà que els actuals indígenes nord-americans a més presentaven un llinatge mitocondrial anomenat «haplogrup X», que podria indicar un origen europeu.
Per a aquest llinatge, l'anàlisi de l'ADN mitocondrial indica la possible arribada d'una població a costes orientals d'Amèrica del Nord fa al voltant de 15.000 anys. Aquesta anàlisi dona fonament a la teoria de l'antropòleg nord-americà Bruce Bradley i l'arqueòleg del Smithsonian Institute, Dennis Stanford, que plantejaren el 1999 l'existència d'una remota immigració europea a Amèrica, a més de les migracions asiàtiques, i que es basa en les similituds entre la indústria lítica solutriana, i la cultura Clovis.
Miroslava V. Derenko i Ilia A. Zakharov, però, remarquen que la troballa de l'haplogrup X en pobladors de les muntanyes d'Altai al sud de Sibèria no pot explicar-se a partir de presència europea recent i l'estudi de les seqüències d'ADN mostra que la variant X d'Altai és molt antiga i concorda amb la predominança a la regió dels altres quatre haplotips característics dels nadius americans (A, B, C i D). La separació de la variant de X americana es produí en el Paleolític i no procedeix de cap de les variants europees conegudes, sinó que se'n relaciona amb una trobada a l'Iran.

## Casos pre-Clovis
Actualment hi ha una quantitat d'importants jaciments arqueològics en què científics de tot el món descobrint troballes i presentant possibles proves que resulten incompatibles amb la teoria del poblament tardà (Clovis), que evidenciarien un poblament primerenc del continent americà. Aquestes dates pre-Clovis proposades estan lluny de ser reconegudes per gran part de la comunitat científica, sobretot a causa de crítiques en els mètodes o procediments de datació, per això encara n'hi ha controvèrsia. Així, tot i que n'hi ha dates més antigues proposades, actualment la data pre-Clovis més antiga reconeguda és de 14800 anys ae al jaciment de monte Verde II, a Xile.
Els més destacats en són:

### Topper
- Ubicació: al llarg del riu Savannah, al comtat d'Allendale, Carolina del Sud, Estats Units.
- Antiguitat humana postulada: entre 50000 i 37000 ae.
- Científic: Albert Goodyear.
- Observacions: n'hi ha crítiques sobre el procediment de datació.

### Pedra Furada
- Ubicació: a l'est de Piauí, Brasil.
- Antiguitat humana proposada: entre 32000 i 60000 ae.
- Arqueologia: instruments de pedra com ganivets i raspadors.
- Fòssils humans: un crani incomplet i 29 dents, en sediments que, segons el mètode de termoluminescència, daten de fa 14.100 anys i segons el mètode de luminescència òptica, de fa 24.000 anys.[16]
- Científics: Niède Guidon, Guaciara dos Santos.
- Observacions: les principals crítiques sostenen que els instruments de pedra trobats podrien tenir un origen geològic natural.

### Conca del Valsequillo
- Ubicació: conca del riu Valsequillo, a Puebla (Mèxic).
- Restes: petjades humanes sobre cendra volcànica.
- Antiguitat humana proposada: 40000 ae.
- Científica: Silvia González.[17][18][19]
- Observacions: datacions més recents afirmen que l'antiguitat de la roca volcànica és de 0,6 a 1,3 milions d'anys, i se'n descarta la presència d'éssers humans en aquesta època.[20]

### Buttermilk Creek
- Ubicació: Comtat de Bell (Texas).
- Antiguitat humana postulada: 15500 ae al lloc Debra L. Friedkin i 16000 ae al lloc Gault.[21][22]
- Científics: Michael B. Collins, Thomas J. Williams, Michael R. Waters.
- Observacions: clarament sota l'estrat amb puntes Folsom hi ha un estrat amb puntes Clovis i sota aquest hi ha els estrats amb puntes pre-Clovis.

### Meadowcroft Reckshelter
- Ubicació: a 58 km al sud-est de Pittsburgh, Estats Units.
- Antiguitat humana proposada: 15000 ae i possiblement fins a 19000 ae.
- Científic: James M. Adovasio.
- Observacions: per a alguns especialistes és el poblament pre-Clovis més antic d'Amèrica del Nord. Les dates encara en són controvertides.

### Monte Verde
- Ubicació: sud-oest de Puerto Montt, Xile.
- Antiguitat humana detectada: 14800 ae a monte Verde II.[23]
- Antiguitat humana postulada: 33000 ae a monte Verde I.
- Científics: Tom Dillehay, Mario Pino.
- Observacions: és el lloc pre-Clovis més reconegut en l'actualitat (2006). El 1997 visità monte Verde una delegació dels més importants investigadors del món, entre els quals era Calbot Vance Haynes, el més important defensor de la teoria del poblament tardà. La delegació conclogué que monte Verde I és real. Per la seua antiguitat, la seua ubicació en l'altre extrem del continent, i l'absència de semblances amb la cultura Clovis, el reconeixement de monte Verde significà la fi del consens Clovis.

### Coves de Tulum
- Ubicació: sistema de coves submergides i rius subterranis a la zona de Tulum, estat de Quintana Roo, península de Yucatán, Mèxic.
- Antiguitat humana detectada: 14500 ae.
- Científics: Carmen Rojas Sandoval, Arturo González, Alejandro Terrazas, Martha Benavente.
- Observacions: l'esquelet més antic, datat per C14, es trobà a la cova de Naharon, a 368 m de l'entrada i 22,6 m de profunditat; corresponia a una dona, de 1,41 m d'alçada. Al moment de la seua mort podria tenir entre 20 i 30 anys i pesat 53 kg. Altres dos esquelets trobats en altres coves tenen entre 12.000 i 10.000 anys.[24]

### Taima Taima
- Ubicació: a 20 km a l'est de Coro, a l'estat Falcón (Veneçuela).
- Antiguitat humana detectada: 14.000 anys.
- Científics: Josep María Cruxent, Alan Bryan, Rodolfo Casamiquela, Ruth Gruhn i Claudio Ochsenius.
- Observacions: assenyala un antic poblament pre-Clovis a Amèrica del Sud.

### Dona del Penyal
- Ubicació: Penyal dels Banys a la ciutat de Mèxic.
- Antiguitat humana detectada: 13.000 anys.
- Científica: Silvia González.
- Observacions: el resultat absolut obtingut de la datació per carboni 14 del crani, mitjançant espectrometria de masses amb accelerador, fou de 10.755 anys, però amb el calibratge llançà una edat cronològica de 12.700 anys.[25]

### Paisley Caves
- Ubicació: Paisley Five Mile Point Caves, Oregon.
- Antiguitat humana detectada: 12300 anys ae.
- Científics: M. Thomas P. Gilbert, Dennis L. Jenkins, Anders Götherstrom, Nuria Naveran, Juan J. Sánchez, Michael Hofreiter, Philip Francis Thomsen, Jonas Binladen, Thomas F. G. Higham, Robert M. Yohe, Robert Parr, Linda Scott Cummings, Eske Willerslev.
- Observacions: s'hi trobaren copròlits d'origen humà que daten de 12300 ae. Es recuperà ADN mitocondrial humà dels copròlits, corresponent als haplogrups A2 i B2, propis dels nadius americans. Les dates calculades per als copròlits són aproximadament mil anys anteriors a les dates ara acceptades per al complex de Clovis.[26]

### Lagoa Santa
- Ubicació: estat de Minas Gerais (Brasil).
- Antiguitat humana detectada: 12000 ae.
- Científics: Peter Wilhelm Lund (1843), F. Lacerda i R. Peixoto (1876), Sören Hansen (1888), Annette Laming-Emperaire (1970), Walter Neves (1999).
- Observacions: a Lapa Vermelha es trobaren els ossos humans més antics datats a Amèrica (11400 ae per al crani Luzia).[27] Els cranis es caracteritzen per una acusada dolicocefàlia i altres trets que recorden els melanesis i els habitants del sud-est d'Àsia.

### Piedra Museo
- Ubicació: a 250 km de Pico Truncado, Santa Cruz, Argentina.
- Antiguitat humana proposada: quasi 11560 ae.
- Científica: Laura Miotti.
- Observacions: es vincula als jaciments arqueològics al sud d'Amèrica (monte Verde, Los Toldos, Cova de les Mans) i obri la hipòtesi d'un poblament originari d'Amèrica en el sud, i provinent d'Austràlia, per l'Antàrtida (teoria Mendes Correa).

### Las Vegas
- Ubicació: península de Santa Elena, Equador.
- Antiguitat humana detectada: 10000 ae.
- Científics: Karen Stother, Donald Latharp.
- Observacions: al lloc denominat Las Vegas es trobà una necròpoli amb aproximadament 200 enterraments humans, entre primaris i secundaris. De tots, el més famós és el conegut com "Els amants de Sumpa", una parella hetero que fou enterrada en posició abraçada. Unes enormes pedres es col·locaren a la tomba com a símbol de protecció contra els mals esperits, així com s'hi descobrí alguns esquelets els ossos dels quals foren pintats amb el pigment extret del mineral anomenat ocre. També en aquest lloc els arqueòlegs trobaren restes de fitolits de dacsa i de cultiu de carabassa datats del 7000 ae. Practicaven l'horticultura i complementaven la dieta amb els recursos dels manglars que llavors envoltaven el golf de Guayaquil.

## Altres llocs primerencs
- Cova del Pendejo (Nou Mèxic, Estats Units). Os amb senyals d'ús humà datat de 51.000 a 32.000 anys, alena en un estrat de 36000 ae i cabells humans datats entre 12000 i 20000 ae.
- Montalvânia, Minas Gerais, Brasil, calcites que recobreixen gravats datats del 50000 ae.
- El Cedral (SLP, Mèxic). Restes humanes i objectes lítics amb una antiguitat de 31.000 anys.
- Tlapacoya (Méxic). Navalla d'obsidiana de fa 21.000 anys.
- Chiribiquete, Colòmbia, pintures rupestres de fins a 19.510 anys.
- Piquimachay (Ayacucho, Perú). Puntes de projectil, raspadors, ganivets; de 17.000 anys, aproximadament. L'antropòleg McNeish opina que aquests immigrants arribaren als Andes peruans fa 22.000 anys.
- Gruta Pedra Pintada, Pará, Brasil. Eines de pedra datades de fins a 16190 ae i restes vegetals d'ocupació humana del 11310 ae.
- Cactus Hill, Virgínia. Resquills de pedra, puntes de projectil i raspadors amb datacions del 15070 i 19700 ae.
- Page-Ladson, Florida. Puntes de llança d'ivori, objectes de pedra i ossos de mastodont amb marques de tall, datats entre 15405 i 14146 ae.
- Wilson Butte Cave (sud d'Idaho). Eines de pedra associades a ossos datats del 14500 ae.
- Saltville, Virgínia: eina d'os, ganivets de pedra, destral de mà, microtalles, restes de mastodont cuinat i carbó vegetal amb datacions entre 14500 i 13000 ae.
- Calico, Califòrnia: eines bifaces que daten de fa 14.400 anys.
- Illa Triquet (Canadà). Fogó de fa 14.000 anys.
- Muaco i El Jobo (Veneçuela): indústria lítica molt tosca, de 14.000 i 12.000 anys.
- Manis Mastodon (estat de Washington). Punta de projectil de fa 13.800 anys.
- El Guitarrero (Ancash, Perú). Indústria lítica de resquills, una punta de projectil i un ganivet; ambdues bifaces, de fa 13.000 anys.
- El Abra, Sabana de Bogotà, Colòmbia. Talladors, diferents tipus de raspadors (laterals, terminals discoïdals, convexos), fulles elaborades sobre resquills, així com rasquetes, que daten de fa 12.400 anys.
- Chivateros (Lima, Perú). Indústria lítica per a labors de recol·lecció, de fa 12.000 anys.
- Los Toldos (Santa Cruz, Argentina). Restes de caça i recol·lecció de fa 12.000 anys.
- Tibitó (Sabana de Bogotà, Colòmbia). Instruments de tall, raspadors laterals, un raspador quillat i objectes d'os i banya que s'interpreten com a ganivets i perforadores, de fa 11.740 anys.
- Gruta Pedra Pintada (Pará, Amazònia, Brasil). Diverses eines associades a restes animals, pesca i recol·lecció de fruits. Les puntes trobades estan polides en forma triangular, no aflautada com les fetes pels caçadors clovis. Coves decorades amb figures geomètriques i imatges antropomorfes. 11110 ae.
- Paiján (La Libertad, Perú). Esquelets humans de fa 11.000 anys.
- Cova Fell (Estada Braç Nord, Magallanes, Xile). Restes de fa 11.000 anys.
- Arroyo del Vizcaíno (prop de Sauce, Departament de Canelones, Uruguai). Restes de fa 30.000 anys.

## Llocs posteriors
- Lauricocha (Huánuco, Perú). Indústria lítica, fòssils d'animals, plantes i esquelets humans i pintures rupestres de fa 10.000 anys.
- Kennewick, a la vora del riu Columbia, en l'estat de Washington. Crani i esquelet datats del 9600 ae. Amb alguns trets caucàsics, els científics han determinat, però, que les mides cranials s'acosten molt als ainu de les illes del nord del Japó i que altres trets de l'humà de Kennewick s'assemblen més als habitants del sud d'Àsia i Polinèsia que als dels europeus o als d'altres nadius americans.
- Toquepala (Tacna, Perú). Pintures rupestres de fa 9.000 anys.
- Cova de les Mans (Santa Cruz, Argentina). Pintures rupestres del 7730 ae.
- Intihuasi (Argentina). Restes preceràmiques de fa 6.000 anys.

## Implicacions
La teoria del poblament primerenc sembla provada actualment per molt diverses dades empíriques i significa un qüestionament definitiu, tant de la hipòtesi de la migració única fundadora dels pobles amerindis, com de la idea segons la qual l'entrada de poblacions humanes al continent es produí únicament després de l'any 14000 ae.

### La ruta
Si les migracions paleoamericanes foren totes pel pas de Bering, ¿com és possible que les datacions del sud siguen més antigues que les del nord? La resposta amb què es treballa ara és una possible migració circumpacífica nord-sud, formulada per Bryan (1978) i Fladmark (1979), que aclareix per què les datacions de Sud-amèrica i Centreamèrica (monte Verde, 13000; Lagoa Santa, 12000; conca de Mèxic, 12700) són tan antigues, i rebutja definitivament la hipòtesi "Clovis els primers", sense necessitat de negar la direcció majoritàriament acceptada. Els primers paleoamericans degueren eixir de punts com les Illes Aleutianes o la península de Txukotka o, encara més al sud, la península de Kamtxatka, durant la transició plistocenoholocènica, circumnavegant la costa pacífica d'Amèrica des del nord, per després arribar al continent en una o diverses entrades successives, aprofitant accidents naturals situats en latituds ja lliures de barreres de gel, com la conca de Mèxic (donant sentit d'existència als enigmàtics paleoamericans de Baixa Califòrnia), la qual cosa explicaria les datacions paleoamericanes majors de 12.000 anys. D'ací es desplaçarien cap al nord i nord-est i cap al sud, originant les poblacions caçadores recol·lectores sud-americanes.
Altres hipòtesis, com l'existència durant la darrera glaciació d'un «corredor lliure de gel», l'arribada a Amèrica travessant el Pacífic des de Melanèsia o des d'Austràlia per la vora dels gels de l'Antàrtida, o des d'Europa i Groenlàndia vorejant l'Atlàntic, no poden ser descartades, però, de moment, la ruta circumpacífica sembla la hipòtesi més probable per explicar el poblament primerenc.

### La data
La data de desglaç en finalitzar l'última glaciació és del 14000 ae, que es fixava com a topall per al començament de la dispersió ameríndia des d'Alaska. Ara l'antiguitat prevista per a la primera migració paleoamericana ascendiria almenys a 15.000 anys (Hubbe et
al., 2003) fins al 25000 i fins 40000 ae.

### Estudis lingüístics
Greenberg formulà la hipòtesi dels tres troncs lingüístics en l'Amèrica precolombina: esquimal, Na-dené i amerindi, corresponents amb tres grans migracions. Aquesta hipòtesi pot conciliar-se amb la teoria del poblament tardà: la migració ameríndia en seria la primera i la testimoniaria la cultura de Clovis. No s'ha pogut provar, però, l'origen únic de totes les llengües ameríndies i encara que se n'han agrupat amb seguretat diverses famílies, altres semblen molt divergents i provinents de separacions anteriors a l'arribada de l'espècie humana a Amèrica. Les recerques actuals exploren les afinitats estructurals profundes entre idiomes indoamericans i asiàtics. Desembullar la història lingüística del nou món planteja un sistema de problemes altament complex que estarà sota recerca durant els anys per venir.

## Arguments multidisciplinaris
L'evidència arqueològica mostra que els paleoamericans eren físicament i culturalment diferents dels amerindis. Cal rescatar la diferenciació que diversos autors, encara basant-se en un criteri tipològic, fan entre un component no mongoloide, de crani dolicoïdal, semblant al dels tasmanians, australians, melanesis o sud-africans, i un tipus mongolitzat, d'alçada mitjana i braquicèfal, perquè poden constituir una base per a la diferenciació proposada actualment de dos components poblacionals (paleoamericà i amerindi).
La ruta costanera de migració guanya com més va més acceptació, com a via complementària del pont entre Sibèria i Alaska. L'evidència que emergeix suggereix que gent amb barques es mogué al llarg de la costa pacífica a Alaska i el nord-oest del Canadà fins a Perú i a Xile des de fa 12.500 anys i potser molt abans. Recerques arqueològiques a Austràlia, Melanèsia i al Japó indiquen que les barques estaven en ús allà en època tan llunyana com fa 25.000 a 40.000 anys. Les rutes de mar haurien proporcionat recursos alimentaris abundants i potser un moviment més ràpid que les rutes terrestres. Moltes àrees costaneres eren lliures de gel en aquest temps. Molts indrets costaners potencials, però, estan ara submergits, la qual cosa en fa la recerca difícil.
L'estudi dels haplogrups de l'ADN mitocondrial i del cromosoma I, a Sibèria i l'Àsia central, ha permès fer-se una imatge de les migracions interasiàtiques que precediren l'eixida cap a Amèrica. L'absència a Sibèria de l'haplotip B d'ADNmt i la seua presència a Amèrica reforça la hipòtesi de migracions circumpacífiques. Els haplotips A i X tenen un origen comú a la regió del Caspi, mentre que el C originari de l'Àsia central i el D d'Àsia oriental tenen avantpassats comuns al sud d'Àsia i el seu pas conjunt i exclusiu a Amèrica durant una eventual primera migració permetria explicar les característiques físiques dels cranis més antics. A, C i D conflueixen hui a Sibèria. A Àsia central estan tots els haplotips d'ADNmt que es troben a Amèrica, per la qual cosa es pensa que aquesta regió fou el gresol de les migracions cap a Amèrica.
Quant als haplotips del cromosoma I, la presència freqüent de l'haplotip P entre els ianomami de l'Amazònia i els kets del riu Ienissei (a Sibèria) i el seu registre en percentatges menors en altres pobles indígenes d'Amèrica i entre pobles asiàtics o el fet que prop del 25% dels txuktxis de Sibèria registren l'haplotip Q3 majoritari entre els amerindis, un percentatge major que entre els esquimals (14%), no solament reforça les dades sobre l'origen dels primers americans, sinó les hipòtesis sobre rutes, migracions diferenciades i possibles fluxos de retorn a Àsia.
En resum, els científics combinen evidència arqueològica, genètica, morfològica i lingüística per determinar qui eren els primers americans, quan van arribar a Amèrica i què va succeir després. Els nous descobriments en un camp d'estudi poden causar reinterpretacions de l'evidència no sols del mateix camp sinó també en altres. Els descobriments i anàlisis futures vessaran més llum en el quadre canviant de la prehistòria del món.

### Científics que defensen la teoria del poblament primerenc
- Tom Dillehay: monte Verde
- Mario Pino: monte Verde
- James Adovasio: Meadowcroft Rockshelter
- Laura Miotti: Piedra Museo
- Albert Goodyear: Topper
- Niède Guidon: Pedra Furada
- Guaciara dos Santos: Pedra Furada
- José María Cruxent: Taima Taima
- Gonzalo Correal: El Abra
- Walter Alves Neves: Lapa Vermelha